# Kappa Phoenicis
Désignations
Kappa Phoenicis (en abrégé κ Phe) est une étoile de la constellation du Phénix. Sa magnitude apparente est de 3,90.